# Clemente Mastella
Mario Clemente Mastella (ur. 5 lutego 1947 w Ceppaloni) – włoski polityk i samorządowiec, były minister, wieloletni parlamentarzysta krajowy i europejski.

## Życiorys
Ukończył studia z zakresu filozofii na Uniwersytecie w Neapolu. Początkowo zajmował się dziennikarstwem, do pracy w oddziale RAI w Neapolu rekomendował go Ciriaco De Mita.
Działalność polityczną rozpoczął w ramach Chrześcijańskiej Demokracji. Od 1976 do 2006 sprawował mandat posła do Izby Deputowanych 	VII, VIII, IX, X, XI, XII, XIII i XIV kadencji. W latach 1986–1992 i 2003–2008 pełnił funkcję burmistrza rodzinnej miejscowości.
W 1994 znalazł się wśród założycieli Centrum Chrześcijańsko-Demokratycznego, formacji powstałej po rozwiązaniu chadecji (w wyniku afer korupcyjnych). Po zwycięstwie centroprawicowej koalicji z udziałem CCD Clemente Mastella objął w pierwszym rządzie Silvia Berlusconiego tekę ministra pracy i ochrony socjalnej. Urząd ten sprawował od 10 maja 1994 do 17 stycznia 1995.
W 1998 opuścił centrystów, decydując się na wsparcie lewicowego rządu Massima D’Alemy. Wkrótce utworzył własną partię chadecką, z którą w 1999 przystąpił do Unii Demokratów na rzecz Republiki (ugrupowania, na czele której stanął były prezydent Francesco Cossiga). Kiedy nowa formacja rozpadła się już po około pół roku Clemente Mastella stanął na czele ugrupowania Popolari-UDEUR. W latach 1999–2004 sprawował mandat posła do Parlamentu Europejskiego V kadencji. W 2000 był świadkiem na ślubie Francesca Campanelliego, znanego z przygotowania fałszywych dokumentów lekarskich dla Bernarda Provenzano, szefa organizacji mafijnej.
W wyborach w 2006 w ramach centrolewicowego bloku L’Unione został senatorem XV kadencji. W drugim gabinecie Romano Prodiego objął tekę ministra sprawiedliwości. Ustąpił z tego stanowiska na początku 2008, gdy ujawniono, iż razem z żoną znalazł się wśród osób zamieszanych w skandal korupcyjny w publicznej służbie zdrowia w regionie Kampania. Wycofał też poparcie swojej partii dla rządu, co przyczyniło się do utraty przez centrolewicową koalicję większości w Senacie, przegrania głosowania nad wotum zaufania w tej izbie i rozpisania przedterminowych wyborów.
Clemente Mastella zgłosił chęć uczestnictwa ludowców w federacyjnym Ludzie Wolności (PdL) organizowanym przez Silvia Berlusconiego i jego sojuszników, jednak były premier odmówił przyjęcia UDEUR do swojej koalicji, motywując to rozbieżnościami programowymi. W konsekwencji Popolari-UDEUR nie wystawiła swoich list wyborczych, a Clemente Mastella po ponad 30 latach przestał być parlamentarzystą.
W lutym 2009 porozumiał się jednak z Silviem Berlusconim, który zgodził się na jego start do Europarlamentu z ramienia PdL w zamian za poparcie jego partii w wyborach lokalnych w Kampanii (rodzinnym regionie Clemente Mastelli, w którym jego ludowcy w 2005 uzyskali 10% głosów). Dzięki tej umowie lider UDEUR uzyskał w tym samym roku mandat w wyborach do Parlamentu Europejskiego, który wykonywał do 2014. W tym samym roku dołączył do reaktywowanej partii Forza Italia. W 2016 objął stanowisko burmistrza Benewentu; w 2021 wybrany na kolejną kadencję. W tym samym roku założył ugrupowanie pod nazwą Noi di Centro.